# 十分之一的幸福
《十分之一的幸福》，北京大学斯坦福亚裔肝脏中心出品的一部公益微电影。于第四个“世界肝炎日”（2014年7月28日）正式发布。本片根据中国乙肝感染群体的真实生活状况改编，旨在唤起公众对于乙肝和乙肝感染人群的关注和了解。

## 剧情概述
一个乙肝病毒携带女孩（周冬雨 饰），从小她就习惯了“独霸一切”，甚至从来没有与周围的任何人有过“亲密接触”。直到有一天，一名新同事（黄磊 饰）走进了她的生活。女孩儿再也不能“独霸一切”了，因为有一个人在关注着她，关心着她，并且分享着她的生活点滴。

## 评价
周冬雨：通过这次拍摄了解到现在社会上对于乙肝患者还存在着广泛的偏见和歧视，自己也很荣幸能够参与到此次的公益活动中，希望让更多人能了解并正确看待乙肝，让乙肝患者不再受到不公平对待。
专家：歧视会成为乙肝患者实现“轻松生活”的障碍，因此，应进一步提高全社会对于乙肝的正确认识，消除误区，减少歧视。